# Горња Боровица
Горња Боровица је насељено мјесто у општини Вареш, Босна и Херцеговина.

## Становништво
|             | 2013.       | 1991.        |
| Укупно      | 74 (100,0%) | 521 (100,0%) |
| Хрвати      | 74 (100,0%) | 519 (99,62%) |
| Остали      | –           | 2 (0,384%)   |
| Бошњаци     | –           | 0 (0,000%)1  |
| Срби        | –           | 0 (0,000%)   |
| Југословени | –           | 0 (0,000%)   |

1. 1 На пописима од 1971. до 1991. Бошњаци су пописивани углавном као Муслимани.